# Nights on Broadway
Nights on Broadway è un singolo dei Bee Gees pubblicato nel 1975.
Il brano è stato scritto da Barry Gibb, Maurice Gibb e Robin Gibb ed è stato estratto dall'album Main Course.

## Tracce
- 7"

1. Nights on Broadway
2. Edge of the Universe